# Guelfer
Guelfer var det påvetrogna och kejsarfientliga partiet i högmedeltidens Italien. Guelfernas motståndare var ghibellinerna.
Benämningen betecknade ursprungligen anhängarna till Huset Welf i de tyska inbördesstriderna under 1100- och 1200-talen, medan deras motståndare ghibellinerna stödde huset Hohenstaufen. Sedan dessa partibeckningar lämnat Tyskland och överförts till Italien, blev guelfer beteckningar på påvedömets anhängare. Inom de italienska städerna representerade guelferna den demokratiska riktningen.
Striderna mellan guelfer och ghibelliner var som värst i trakterna runt Florens, där flera strider ägde rum mellan 1218 och 1250. Guelferna drevs i exil 1249, men lyckades ta makten i Florens 1266 och då driva ghibellinerna i exil, vilket medförde att de försvann som politisk fraktion. Guelferna drabbades senare av inre splittringar varför två fraktioner bildades på 1290-talet, de vita och de svarta guelferna. De vita guelferna, ledda av Guido Cavalcanti, utgjordes främst av rikare borgare och närmade sig ghibellinerna i åsikter. De stödde lagstiftning som syftade till att begränsa de adliga familjernas politiska inflytande. Bland de vita guelferna fanns även Dante Alighieri. De svarta guelferna utgjordes främst av högadel, som motsatte sig denna lagstiftning och ville skapa en teokrati, och därmed krossa den tysk-romerska kejsarens makt. De svarta guelferna kom till makten i Florens 1300 med hjälp av Karl av Valois och påven, varför de vita guelferna tvingades fly eller landsförvisades.

## Stadsstaternas lojalitet
| Ghibelliner                                                                                       | Guelfer                                                                                             | Skiftande                                                                                            |
| ------------------------------------------------------------------------------------------------- | --------------------------------------------------------------------------------------------------- | --- |
| Arezzo Como Fabriano Foligno Forlì Grosseto Mantua Modena Pavia Pisa Pistoia Spoleto Terni Urbino | Alessandria Ancona Aquila Bologna Brescia Crema Cremona Faenza Florens Lecco Milano Orvieto Perugia | Asti Bergamo Ferrara Genua Gubbio Lodi Lucca Padua Parma Piacenza Prato Siena Treviso Verona Vicenza |